# Kriegsgefangenenhospital 5849

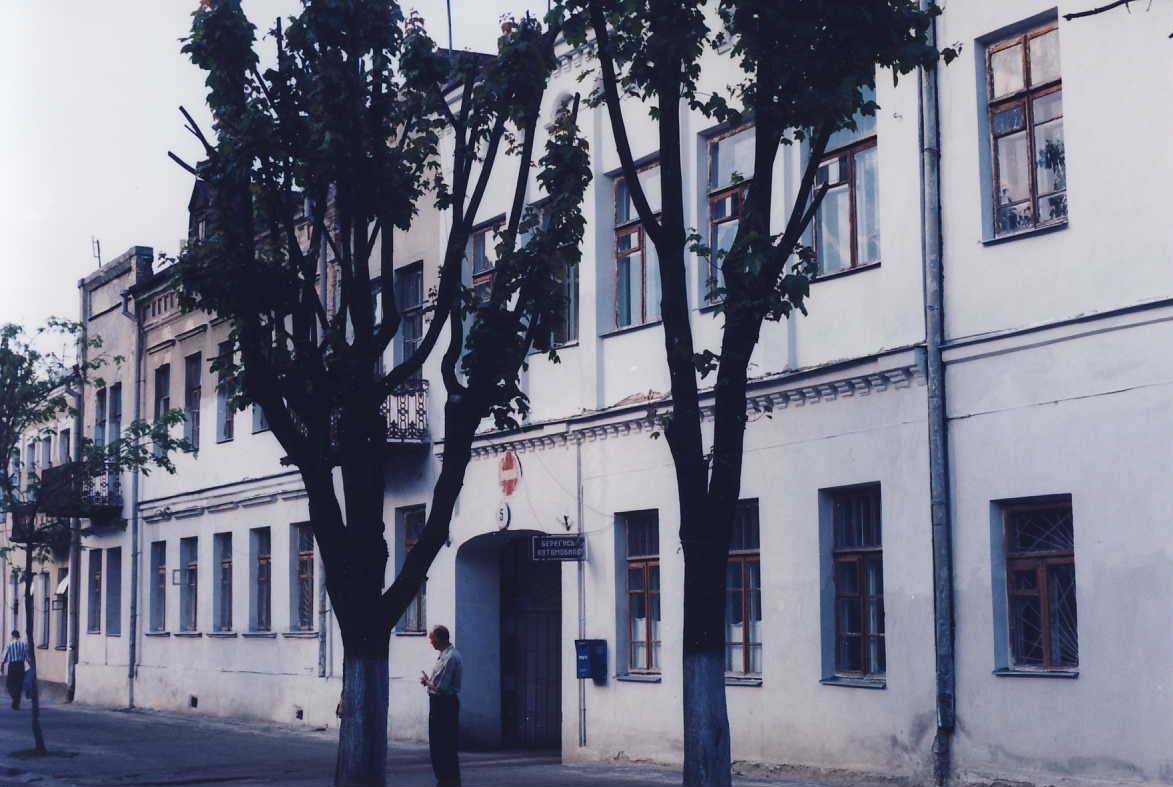
Ehemaliges Hospitalgebäude

Das Kriegsgefangenenhospital 5849 in Brest trug seit dem 1. Januar 1946 die interne sowjetische Bezeichnung Spezialspital 5849 (vorher 284) und befand sich in der Ul. 17 Wierasnja (Straße des 17. September) Nr. 10 in der Altstadt von Brest.
Es bestand von 1945 bis 1951 und war vor allem für die erkrankten Heimkehrer des Zweiten Weltkrieges aus den ferneren Lagern der Sowjetunion von Bedeutung. Bei der Umladung von russischen Breitspurwaggons auf die europäische Normalspur wurden die nicht mehr transportfähigen erkrankten Heimkehrer hier versorgt. Bedingt durch die fast völlig fehlende Versorgung mit Medikamenten ergab sich dabei eine sehr hohe Mortalität unter den Patienten.